# جون لوري (سياسي)
جون لوري هو سياسي كندي، ولد في 1 أكتوبر 1835، وتوفي في 19 مايو 1912. في الانتخابات العمومية البريطانية 1895 ‏، انتخب عضو برلمان المملكة المتحدة الـ26 عن دائرة Pembroke and Haverfordwest (UK Parliament constituency) ‏ (13 يوليو 1895 – ) وفي الانتخابات العمومية البريطانية 1900 ‏، انتخب عضو برلمان المملكة المتحدة الـ27 عن دائرة Pembroke and Haverfordwest (UK Parliament constituency) ‏ ( – 8 يناير 1906).